# Microcoelia
Microcoelia är ett släkte av orkidéer. Microcoelia ingår i familjen orkidéer.

## Bildgalleri

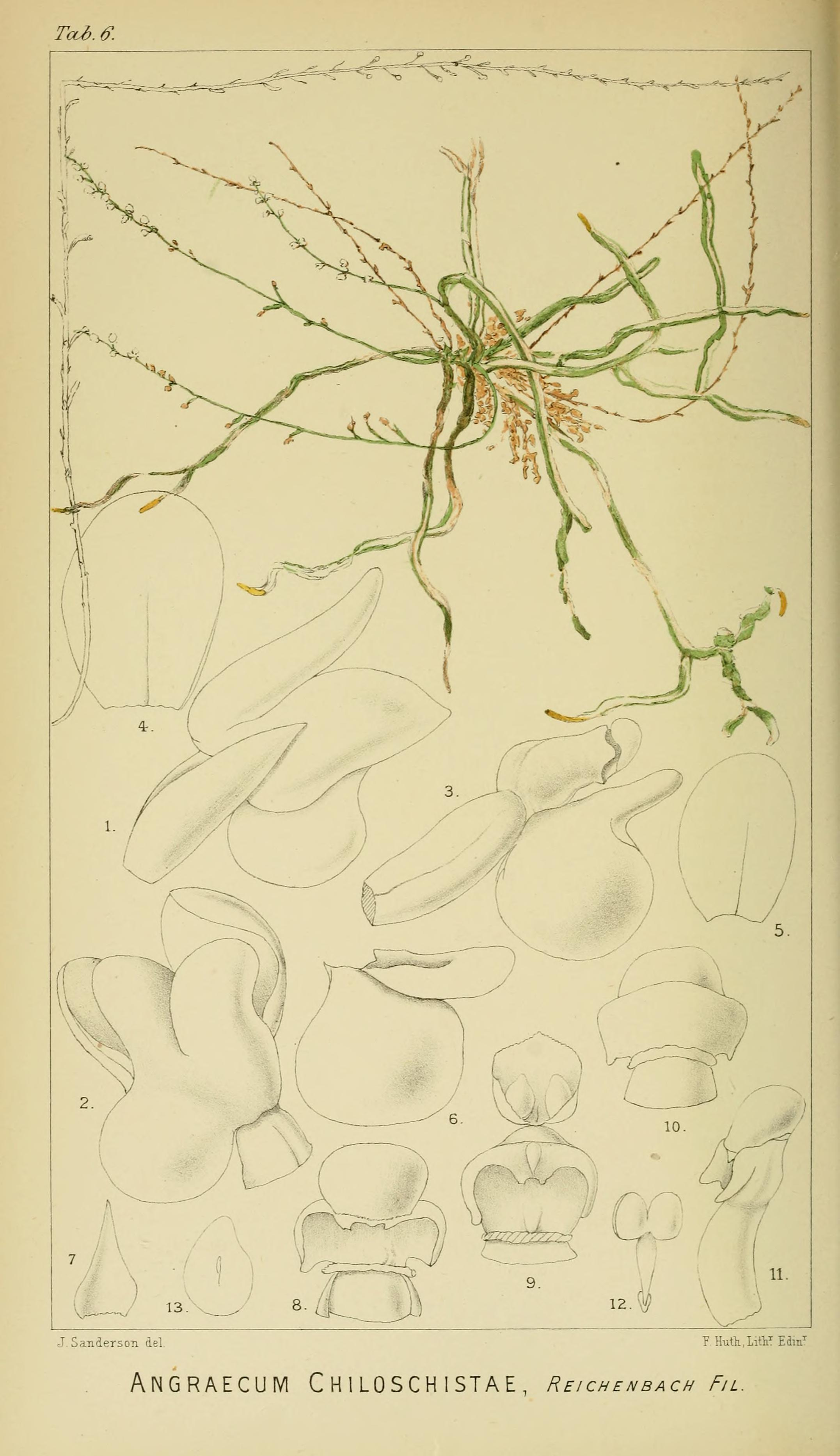

## Dottertaxa tillMicrocoelia, i alfabetisk ordning[1]
- Microcoelia aurantiaca
- Microcoelia bispiculata
- Microcoelia bulbocalcarata
- Microcoelia caespitosa
- Microcoelia corallina
- Microcoelia cornuta
- Microcoelia decaryana
- Microcoelia dolichorhiza
- Microcoelia elliotii
- Microcoelia exilis
- Microcoelia gilpinae
- Microcoelia globulosa
- Microcoelia hirschbergii
- Microcoelia jonssonii
- Microcoelia koehleri
- Microcoelia konduensis
- Microcoelia leptostele
- Microcoelia macrantha
- Microcoelia macrorhynchia
- Microcoelia megalorrhiza
- Microcoelia microglossa
- Microcoelia moreauae
- Microcoelia nyungwensis
- Microcoelia obovata
- Microcoelia ornithocephala
- Microcoelia perrieri
- Microcoelia physophora
- Microcoelia sanfordii
- Microcoelia smithii
- Microcoelia stolzii